# Rolf Lehmann (General)
Rolf Lehmann (* 5. Mai 1934 in Leipzig; † 11. Juli 2005 in Kesselsdorf) war ein deutscher Militärwissenschaftler und General der Nationalen Volksarmee der Deutschen Demokratischen Republik.
Er war Professor für Militärwissenschaft und Stellvertreter des Chefs für Wissenschaft und Forschung an der Militärakademie „Friedrich Engels“ in Dresden.

## Leben

### Herkunft und Ausbildung
Rolf Lehmann wurde am 5. Mai 1934 in Leipzig in einer Arbeiterfamilie als Sohn eines Schlossers geboren. Den Schulbesuch schloss er nach der 10. Klasse mit der Mittleren Reife ab und erlernte von 1950 bis 1952 den Beruf eines Elektromechanikers. Er wurde Mitglied der Jugendorganisation Freie Deutsche Jugend  (FDJ).
Am 10. September 1952 trat er in die Kasernierte Volkspolizei (KVP) ein und wurde er bis 1954 als Offiziersschüler an der Offiziersschule der Volkspolizei-Luft in Pirna und Kamenz ausgebildet. Dort trat Lehmann im Jahr 1954 der SED bei.

### Berufliche Laufbahn
Nach Ernennung zum Offizier (1954) war Lehmann in einer Offiziersverwendung der Abteilung Kader in der KVP-Dienststelle in Cottbus eingesetzt und wurde Anfang 1956 in die Nationale Volksarmee übernommen. Von 1956 bis 1957 arbeitete er als Oberoffizier in der Abteilung Kader, Untersektion Verwaltung der Luftstreitkräfte.
Lehmann absolvierte von 1957 bis 1962 ein Studium an der Militärakademie der Luftstreitkräfte „J. A. Gagarin“ in Moskau, das er mit Goldmedaille abschloss.
Danach war er Fachlehrer und Hauptfachlehrer an der Militärakademie „Friedrich Engels“ (MAFE) in Dresden und ab dem Jahr 1965 Leiter des Lehrstuhls Jagdfliegerkräfte der Luftverteidigung.
Im Jahr 1968 wurde er zum ersten akademischen Titel Doktor der Militärwissenschaft (Dr. rer. mil.) an der Militärakademie promoviert und wurde im Jahr 1969 zum Dozenten für Militärwissenschaft berufen.
Im Jahr 1972 wurde Lehmann Stellvertreter des Kommandeurs für Forschung in der Sektion Luftstreitkräfte/Luftverteidigung an der Militärakademie in Dresden.
Nach einem Höheren akademischen Kurs an der Militärakademie des Generalstabes der Streitkräfte der UdSSR in Moskau schloss er im Jahr 1978 die Promotion B zum Doktor der Militärwissenschaften (Dr. sc. mil.) ab und wurde im gleichen Jahr zum Ordentlichen Professor berufen.
1980 wurde Lehmann Stellvertreter des Chefs der Militärakademie für Wissenschaft und Forschung. Er verantwortete die Forschungsarbeit an der Militärakademie sowie die wissenschaftliche Qualifizierung, führte die akademische Graduierung des Lehrkörpers der Militärakademie und der anderen militärischen Hochschulen der DDR auf militärwissenschaftlichem Gebiet.
In dieser Zeit war er Dekan der Militärwissenschaftlichen Fakultät des Wissenschaftlichen Rates der Militärakademie und wurde Mitglied des Rates für akademische Grade beim Minister für Hoch- und Fachschulwesen der DDR.
Am 7. Oktober 1984 wurde Rolf Lehmann zum Generalmajor ernannt.
Im Juli 1988 wurde er Mitglied des Wissenschaftlichen Rates für Friedensforschung an der Akademie der Wissenschaften der DDR.
Er nahm teil an der Jahreskonferenz des Institute for East West Strategic Studies (IEWSS) in Potsdam (Juni 1988), am Internationalen Treffen für kernwaffenfreie Zonen in Berlin (Juni 1988) und am Rundtischgespräch von Vertretern der NATO und des Warschauer Pakts über konventionelle Abrüstung in Budapest (August 1988).

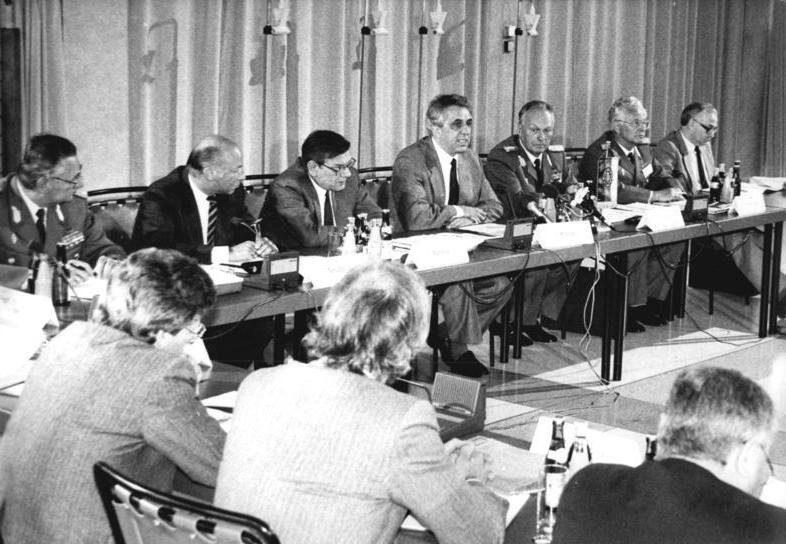
Rolf Lehmann (links), Stellv. C-MA, Teilnehmer an den Saarbrücker Gesprächen, am 7. Juni 1989.

Beim ersten Treffen von Offizieren der Nationalen Volksarmee und der Bundeswehr im März 1989 leitete Lehmann die NVA-Delegation. Im Juni 1989 war Lehmann Teilnehmer der DDR-Delegation an den „Saarbrücker Gesprächen“.
Ab Februar 1990 übernahm Rolf Lehmann die Leitung des Interdisziplinären Wissenschaftsbereichs Sicherheit [spolitik] (IWBS) an der Militärakademie, dessen Arbeitsergebnisse in der Schriftenreihe der Militärakademie Arbeitspapiere IWBS öffentlich publiziert wurden.
Lehmann organisierte am 4. November 1989 eine außerordentliche Tagung des Wissenschaftlichen Rates der Militärakademie zum neuen sicherheitspolitischen Denken. Er initiierte die Ausarbeitung einer Militärdoktrin der DDR noch im Dezember 1989, die im Februar 1990 in die Militärpolitischen Leitsätze der DDR mündete.
Im Weiteren war Rolf Lehmann Teilnehmer am Internationalen Seminar für Vertrauens- und sicherheitsbildende Maßnahmen in Wien (Januar 1990), einer Delegation der Militärakademie zum Besuch an der Führungsakademie der Bundeswehr (Juni 1990) und an der Konferenz „Kriegsunverträglichkeit moderner Industriestaaten“ (Juni 1990) in Hamburg.
Im Vorfeld der Auflösung der Nationalen Volksarmee wurde Rolf Lehmann am 30. September 1990 entlassen.
Lehmann war im Oktober 1990 Mitgründer der Dresdener Studiengemeinschaft Sicherheitspolitik (DSS) e. V. und ihr Vorsitzender von 1990 bis 2005. Rolf Lehmann starb am 11. Juli 2005 und wurde auf dem Friedhof Kesselsdorf (Lage) beigesetzt.

### Auszeichnungen in der DDR
- 1989 Vaterländischer Verdienstorden in Bronze
- 1973 Friedrich-Engels-Preis (Wissenschaftspreis) der DDR.[7]